# Der Landanzeiger

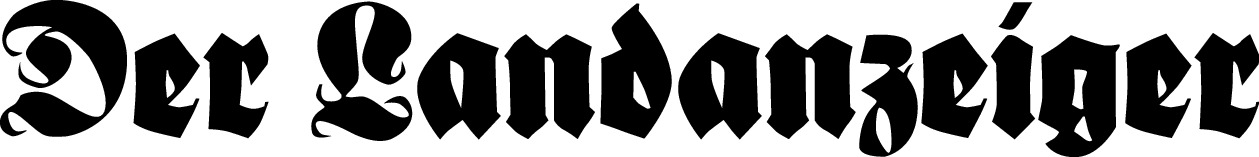

Der Landanzeiger ist ein kostenloses Anzeigenblatt mit Sitz in Oberentfelden im Kanton Aargau (Schweiz). Die Zeitung erscheint wöchentlich. Herausgeberin war bis Mai 2025 die ZT Medien AG, ein regionales Medienunternehmen mit Sitz in Oberentfelden. Seit Mai 2025 gehört der Landanzeiger zur CH Media.

## Geschichte
Der Landanzeiger wurde 1909 gegründet; die erste Ausgabe erschien als Jahrgang 1, Nummer 1. Seit Juli 2020 wird der Landanzeiger von der ZT Medien AG publiziert. Seit 2013 erscheint zusätzlich eine Stadtausgabe für Aarau mit dem Supplement «Aarau info». Der Landanzeiger ist das amtliche Publikationsorgan für zahlreiche Gemeinden im Raum Aarau und Umgebung.
Zum 1. Mai 2025 übernahm die CH Media das Zofinger Tagblatt sowie die wöchentlich erscheinenden Gratiszeitungen Der Landanzeiger und Wiggertaler. Die Übernahme folgte auf eine  Partnerschaft zwischen den beteiligten Unternehmen. Hintergrund ist die wirtschaftliche Lage im Regionalmedienmarkt; durch die Integration in CH Media sollen die Zukunft der Titel und der Erhalt der meisten Arbeitsplätze gesichert werden.

## Inhalt und Ausrichtung
Der Landanzeiger erscheint donnerstags und enthält unter anderem:
- Amtliche Mitteilungen der Gemeinden
- Todesanzeigen
- Hinweise zu Veranstaltungen und lokalen Ereignissen
- Lokale redaktionelle Beiträge und Sonderthemen
- Regionale Inserate

Das Anzeigenblatt erfüllt damit eine doppelte Funktion als amtliches Verwaltungsorgan und Werbeträger für das lokale Gewerbe.

## Verlag und Redaktion
Die Herausgeberin war die ZT Medien AG mit Sitz in Oberentfelden, die zur Mediengruppe um das Zofinger Tagblatt gehört. Seit Mai 2025 wird die Zeitung von CH Media weitergeführt.

## Auflage und Verbreitung
Die Gesamtauflage beträgt 51'016 Exemplare (Stand 2024) und wird kostenlos an sämtliche Haushalte im Verteilgebiet abgegeben. Es gibt keinen Einzelverkauf und kein Abonnement. Der Landanzeiger fällt damit in die Kategorie der kostenlosen Wochenzeitungen.

## Webauftritt
Der Landanzeiger betreibt ein Onlineportal mit aktuellen Nachrichten, amtlichen Mitteilungen, Todesanzeigen, E-Paper, digitalen Inseraten und einem Veranstaltungskalender.